# Lager Dretelj
Das Lager Dretelj war ein von der kroatischen Kriegspartei im Bosnienkrieg betriebenes Gefangenenlager in Bosnien und Herzegowina, in dem Serben und Bosniaken festgehalten, gefoltert und ermordet wurden. Es lag auf dem Gebiet der Gemeinde Čapljina in der international nicht anerkannten Republik Herceg-Bosna und war seit 1993 in Betrieb.

## Geschichte
Bis zum Zerfall Jugoslawiens befanden sich auf dem Gelände Baracken der jugoslawischen Bundesarmee. Seit 1993, als kroatische Warlords die sogenannte ethnische Säuberung des unteren Neretvatales von Bosniaken und Serben beschlossen hatten, wurde das Lager zunächst von den kroatischen Verteidigungskräften in der Herzegowina, später vom Kroatischen Verteidigungsrat betrieben.
Die Zahl der Todesopfer ist bis heute unklar. Gefangene waren sexuellen Misshandlungen und Vergewaltigungen ausgesetzt.
Im September 1993 registrierte das Internationale Komitee vom Roten Kreuz 1200 bosniakische Gefangene im Lager, wo nach Angaben von Helsinki Watch auch 1500 Serben inhaftiert gewesen sein sollen.

## Juristische Aufarbeitung
Am 23. November 1994 wurde Refik Šarić, ein nach Dänemark geflüchteter bosniakischer Kollaborateur der Lagermannschaft, in Kopenhagen wegen seiner Beteiligung an 14 Folterungen, zwei davon mit Todesfolge, zu einer achtjährigen Freiheitsstrafe verurteilt.
Im März 2010 befand das Berufungsgericht in Oslo den Aufseher Mirsad Repak in 13 von 14 Anklagepunkten für schuldig, Kriegsverbrechen an Gefangenen im Lager Dretelj begangen zu haben; Repak kündigte Revision an. Im Dezember 2010 hob Norwegens oberster Gerichtshof die Verurteilung wegen Kriegsverbrechen auf, da diese in Norwegen erst 2005 unter Strafe gestellt worden waren; ein Verfahren wegen Freiheitsberaubung wurde weitergeführt.
Am 8. April 2011 wurde Ahmet Makitan, Mitglied der Wachmannschaft im Lager Dretelj, in Stockholm wegen Kriegsverbrechen und Entführung zu einer Gesamtstrafe von fünf Jahren verurteilt.
Vor dem Internationalen Strafgerichtshof für das ehemalige Jugoslawien in Den Haag wurden Jadranko Prlić, Bruno Stojić, Slobodan Praljak, Milivoj Petković, Valentin Ćorić und Berislav Pušić unter anderem im Zusammenhang mit dem Lager Dretelj angeklagt. Im Mai 2013 wurden die Angeklagten zu Haftstrafen zwischen 10 und 25 Jahren verurteilt. Am 29. November 2017 wurden alle Urteile in der Berufungsinstanz bestätigt, Praljak beging unmittelbar nach der Urteilsverkündung Suizid im Gerichtssaal.